# Roman Eremenko
Roman  Eremenko (ryska: Роман Алексеевич Ерёменко: Roman Aleksejevitj Jerjomenko), född 19 mars 1987 i Moskva, är en finländsk fotbollsspelare som spelar för Gnistan i Veikkausliiga. Han är son till Aleksej Borisovitj Jerjomenko och yngre bror till Aleksej Aleksejevitj Jerjomenko

## Klubbar
Eremenko började sin proffskarriär i FF Jaro år 2004 efter att ha spelat hela sin juniorkarriär i klubben. År 2005 flyttade han till italienska Udinese varifrån han utlånades till AC Siena våren 2007 och året därefter till Dynamo Kiev. I maj 2009 skrev Dynamo Kiev ett fem år långt kontrakt med honom. Sommaren 2011 lämnade han för ryska Rubin Kazan, därmed blev han den dyraste spelaren i finländsk fotbollshistoria när han kostade 13 miljoner euro.
I december 2016 avstängdes Eremenko i två år av Uefa/Fifa efter ett dopingtest som visade kokain. Han återvände till spel 2018 för Spartak Moskva och gjorde sin första match på två år den 7 oktober 2018 mot FC Jenisej Krasnojarsk.
Före sin avstängning representerade Eremenko det finländska landslaget. Där gjorde han sin debut 2007 och hade dessförinnan spelat 27 landskamper för Finlands U21-landslag.